# Geel boerenkoolmos
Geel boerenkoolmos (Vulpicida pinastri) is een korstmossoort uit de familie Parmeliaceae. Het komt voor op bomen en hout. Het leeft in symbiose met de alg Trebouxioid.

## Determinatie
Geel boerenkoolmos is een bladvormig korstmos met meestal weinig, brede, onregelmatige lobben, waarvan de randen zijn bekleed met soralen met gele randen. De onderkant van het korstmos is lichtgeel met weinig rhizinen. Apotheciën worden zeer zelden gevormd en hebben dan een bruine schijf.
De eencellige sporen zijn ellipsvormig tot bijna bolvormig. De gele kleur wordt veroorzaakt door het zeer giftige vulpinezuur in het vruchtvlees, dat vermoedelijk dient als bescherming tegen slakken.

## Ecologie
Geel boerenkoolmos komt voornamelijk voor in bergbossen op de bast van naaldhout.

## Verspreiding
Het verspreidingsgebied van geel boerenkoolmos strekt zich uit over het noordelijk halfrond in de boreale naaldboszone. In Europa komt hij vooral voor in de bergbossen van Centraal- en Zuid-Europa. Op de Rode Lijst van Noordrijn-Westfalen staan ze als bedreigd. Het is zeer zeldzaam in het Verenigd Koninkrijk.

## Naam
Het geslacht Vulpicida werd in 1993 door Mattson en Lai afgesplitst van het geslacht Cetraria. Het Latijnse woord "vulpes" betekent vos en het woord "cida" betekent moordenaar, dus vulpicida is een vossendoder. Volgens Fries werden deze korstmossen in Zweden gebruikt om vossen te vergiftigen.
De soortnaam werd in 1772 gepubliceerd als Lichen pinastri door natuuronderzoeker Giovanni Antonio Scopoli.